# Erbschaftsteuer in der DDR
Die Erbschaftsteuer in der DDR wies gegenüber der Erbschaftsteuer in der Bundesrepublik Deutschland einige Besonderheiten aus. So waren die Steuersätze im Vergleich mit nichtsozialistischen Staaten sehr hoch und die Freibeträge relativ niedrig. Auch wurden nur zwei Steuerklassen unterschieden.

## Rechtsgrundlage
Die Rechtsgrundlage zur Erhebung der Erbschaftsteuer in der DDR war zunächst das 1919 erlassene Erbschaftsteuergesetz in der Fassung des Kontrollratsgesetzes Nr. 17 von 1946. Dieses wurde in verschiedenen Verordnungen geändert. 1970 wurde ein neues Erbschaftsteuergesetz (ErbStG DDR) erlassen. Die Bewertung des Erbes erfolgte nach dem Bewertungsgesetz.

## Steuerklassen
Das Erbschaftsteuerrecht der DDR kannte zwei Steuerklassen: I und II. Zur Steuerklasse I zählten der Ehegatte und die Kinder des Erblassers. Alle übrigen Personen fielen in die Steuerklasse II. Nichteheliche Kinder waren seit dem Inkrafttreten des Familiengesetzbuches 1965 den ehelichen Kindern gleichgestellt.

## Steuersätze
Die Erbschaftsteuer betrug
| Erbschaft bis       | Steuerklasse I | Steuerklasse II |
| ------------------- | -------------- | --------------- |
| 10.000 Mark         | 4 %            | 11 %            |
| 20.000 Mark         | 5 %            | 14 %            |
| 30.000 Mark         | 7 %            | 17 %            |
| 40.000 Mark         | 9 %            | 21 %            |
| 50.000 Mark         | 13 %           | 28 %            |
| 100.000 Mark        | 17 %           | 36 %            |
| 150.000 Mark        | 23 %           | 44 %            |
| 200.000 Mark        | 26 %           | 52 %            |
| 300.000 Mark        | 30 %           | 63 %            |
| 400.000 Mark        | 32 %           | 70 %            |
| 500.000 Mark        | 34 %           | 74 %            |
| 600.000 Mark        | 36 %           | 77 %            |
| 700.000 Mark        | 38 %           | 79 %            |
| 800.000 Mark        | 40 %           | 80 %            |
| 900.000 Mark        | 42 %           | 80 %            |
| 1.000.000 Mark      | 45 %           | 80 %            |
| über 1.000.000 Mark | 50 %           | 80 %            |

## Steuerfreibetrag
Für den überlebenden Ehegatten war ein Steuerfreibetrag von 20.000 Mark, für die Kinder – unabhängig von ihrer Zahl – ein Freibetrag von 10.000 Mark vorgesehen. Für Personen der Steuerklasse II blieb ein Betrag von lediglich 1.000 Mark steuerfrei.

## Konflikte nach der Wende
Das Erbschaftsteuerrecht der DDR, insbesondere die Höhe der Steuersätze, war mit dem Grundgesetz nicht vereinbar. Während die Festsetzung der Erbschaftsteuer vor der Wiedervereinigung rechtlich als vorkonstitutionelles Recht gültig ist, musste nach der Wiedervereinigung bundesdeutsches Recht für die Steuerfestsetzung verwendet werden, auch wenn der Erblasser vor der Wiedervereinigung starb, falls die Anwendung des Erbschaftsteuergesetzes der DDR das Rechtsstaatsprinzip des Artikel 20 Absatz 3 Grundgesetz verletzt hätte.